# Quercus baniensis
Quercus baniensis — вид дубів, ендемік Центрального В'єтнаму.

## Морфологічна характеристика
Листки 7–9 × 2.5–4 см, ланцетні, майже одноколірні; основа послаблена, верхівка коротко загострена; край не хвилястий, з деякими розкиданими зубцями у верхівковій 1/3; ніжка листка 12–29 мм завдовжки, іржаво ворсиста. Жіночі сережки завдовжки 2–3 см, несуть 3 квітки. Жолудь яйцюватий, 22–25 мм у діаметрі, коричнюватий, спочатку ворсистий, потім безволосий; чашечка товста, 25–30 мм у діаметрі, охоплює 2/3 горіха, з 6–8 концентричними кільцями луски майже цільними.

## Поширення
Ендемік Центральний В'єтнаму (Гора Бані, провінція Дананг). На висотах 700–800 метрів